# Finanzas públicas
Finanzas públicas es la rama de la economía que estudia la gestión de los ingresos y gastos del Estado y otros entes públicos, con el objetivo de garantizar la estabilidad económica, el bienestar social y la eficiencia en el uso de los recursos. Su finalidad incluye la regulación de la demanda agregada y la búsqueda de la plena ocupación.
Las finanzas públicas se relacionan con:
- La recaudación y administración de ingresos públicos y gasto público.
- El endeudamiento interno y externo.
- La regulación de tarifas de bienes y servicios y la administración de préstamos gubernamentales.[2]

También se conoce como economía pública o finanzas del sector público. Su desarrollo como disciplina independiente surge en los siglos XVIII y XIX, debido a factores como:
- El fin de las monarquías absolutas y el establecimiento del constitucionalismo (ej. Francia, 1709).
- La industrialización y la consolidación de la clase trabajadora con derechos propios.
- La presión de partidos progresistas por sistemas impositivos equitativos.
- El aumento de los gastos públicos y la complejidad de la organización social.
- La expansión poblacional, guerras, deudas públicas, competitividad internacional y fenómenos inflacionarios.

De diferentes corrientes del saber se han formulado definiciones de finanzas públicas, identificando dos elementos esenciales: ingresos y gastos.

## Gastos gubernamentales
Los gastos del gobierno se clasifican en tres tipos principales:
- Consumo gubernamental: adquisición de bienes y servicios para uso corriente.
- Inversión pública: adquisición de bienes y servicios destinados a generar beneficios futuros, como infraestructura o investigación.
- Pagos de transferencia: transferencias monetarias que no implican la compra de bienes o servicios, como pagos de seguridad social.[4]

### Operaciones gubernamentales
Las operaciones gubernamentales son actividades realizadas por el Estado o entidades equivalentes para generar valor para los ciudadanos. Estas operaciones incluyen la elaboración y aplicación de normas y leyes dentro de un grupo civil, corporación, organización religiosa, académica u otras agrupaciones. En un sentido amplio, gobernar implica controlar o supervisar un Estado o grupo social.